# Flexitrichum flexicaule
Flexitrichum flexicaule là một loài rêu trong họ Flexitrichaceae. Loài này được Christian Friedrich Schwägrichen mô tả khoa học đầu tiên năm 1811 dưới danh pháp Cynodontium flexicaule.
Năm 1824 Ernst Gottlieb von Steudel chuyển nó sang chi Cynodon. Loài này từng được xếp trong họ Ditrichaceae trong một thời gian dài cho tới gần đây.
Năm 1867 Georg Ernst Ludwig Hampe chuyển nó sang chi  Ditrichum thành Ditrichum flexicaule.
Năm 2016  Fedosov et al. phân tích phát sinh chủng loài họ Ditrichaceae và nhận thấy nó là đa ngành nên đã tạo lập ra họ cùng chi mới là Flexitrichaceae Ignatov & Fedosov, 2016 và Flexitrichum Ignatov & Fedosov, 2016 để chuyển Cynodon flexicaulis (= Ditrichum flexicaule) sang chi này thành Flexitrichum flexicaule.